# شور پاترول
شور پاترول (به گیلیک اسکاتلندی:Freedom Guard)گروه موسیقی بومی اهل اسکاتلند است. اعضاء این گروه عمدتاً با سازهای نی‌انبان گریت هایلند، درام و گیتار الکتریک می‌نوازند. باند شور پاترول تاکنون در کشورهای مختلفی اجرا داشته‌است.

## اعضاء

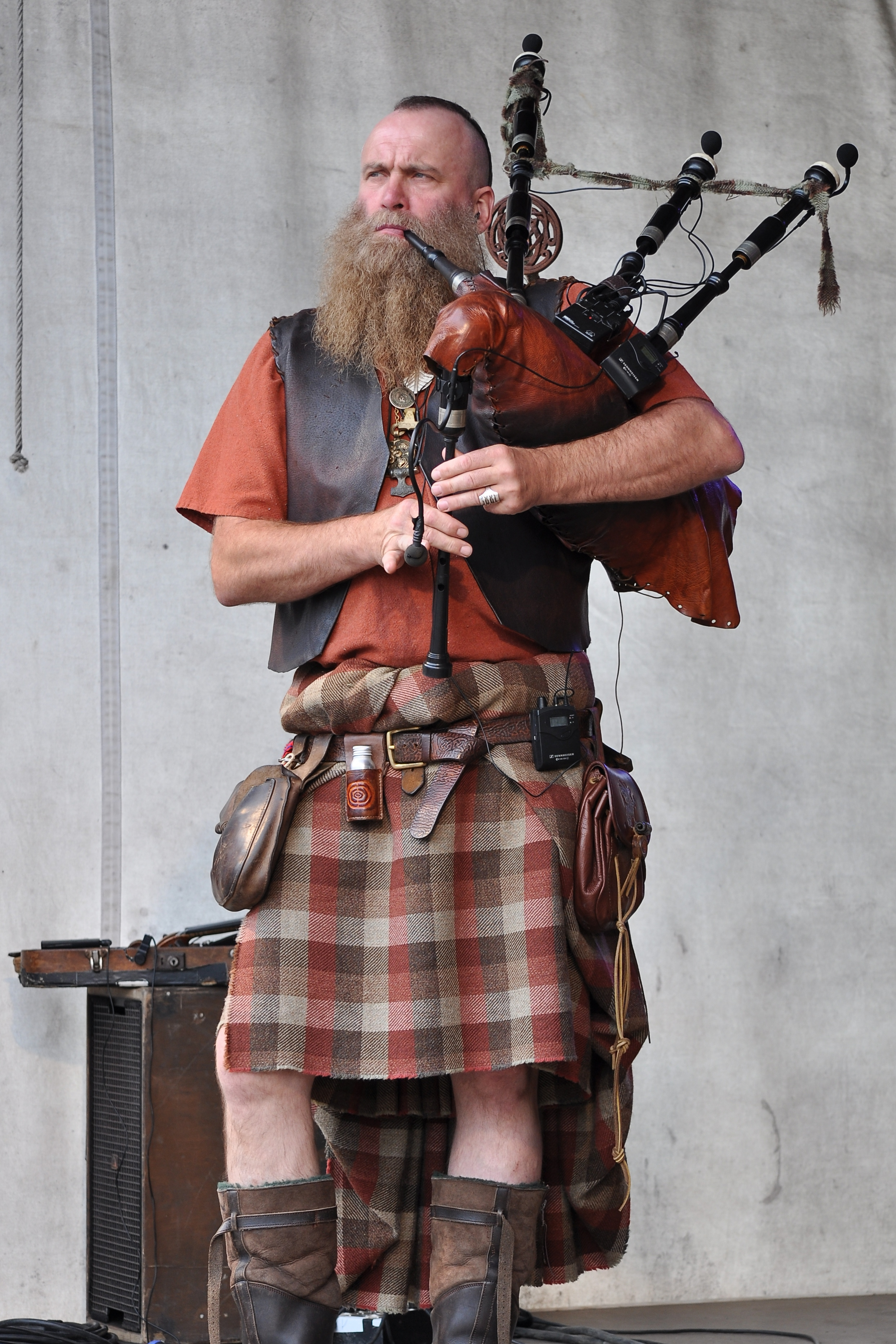
چارلی آلان
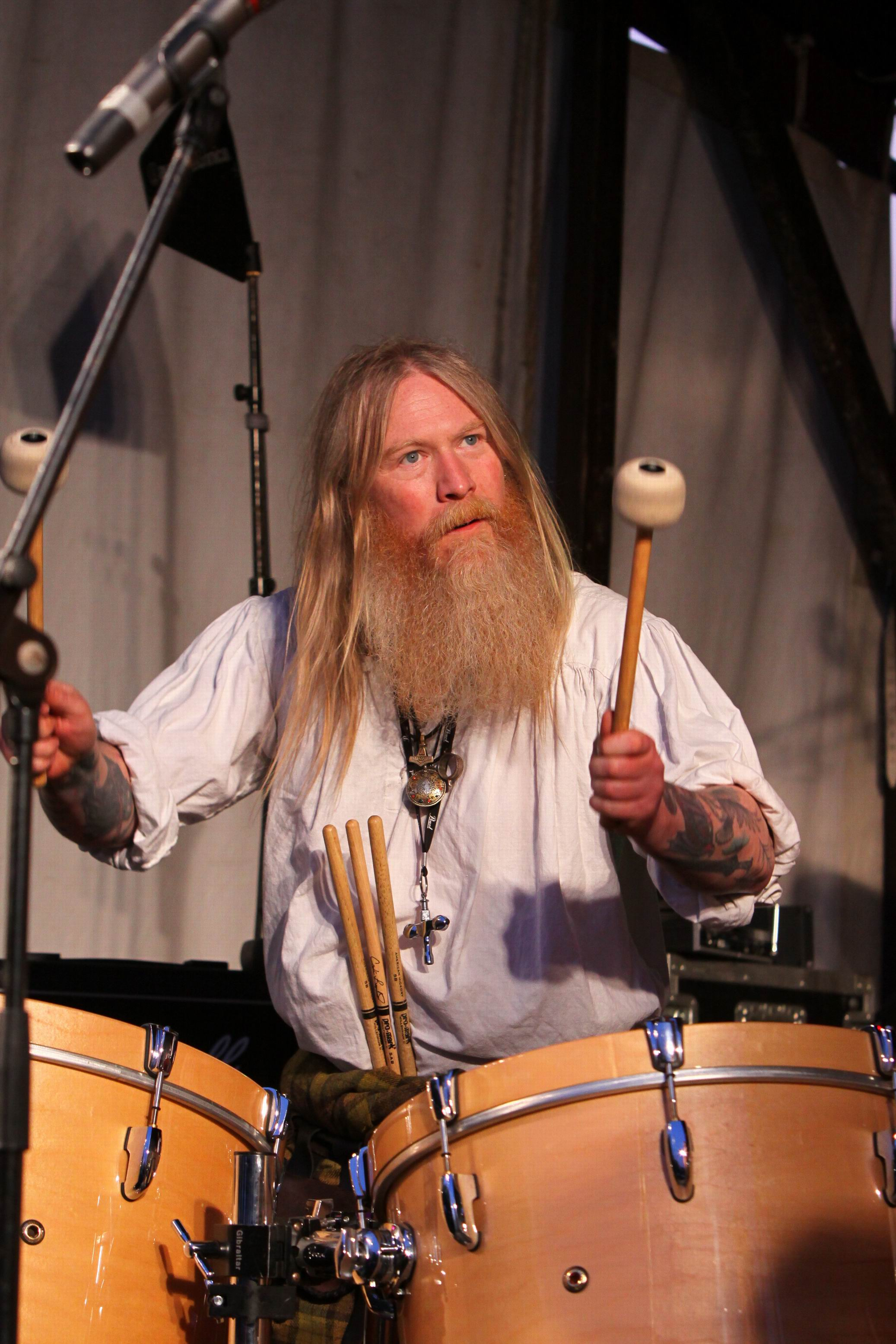
کوین جانستون

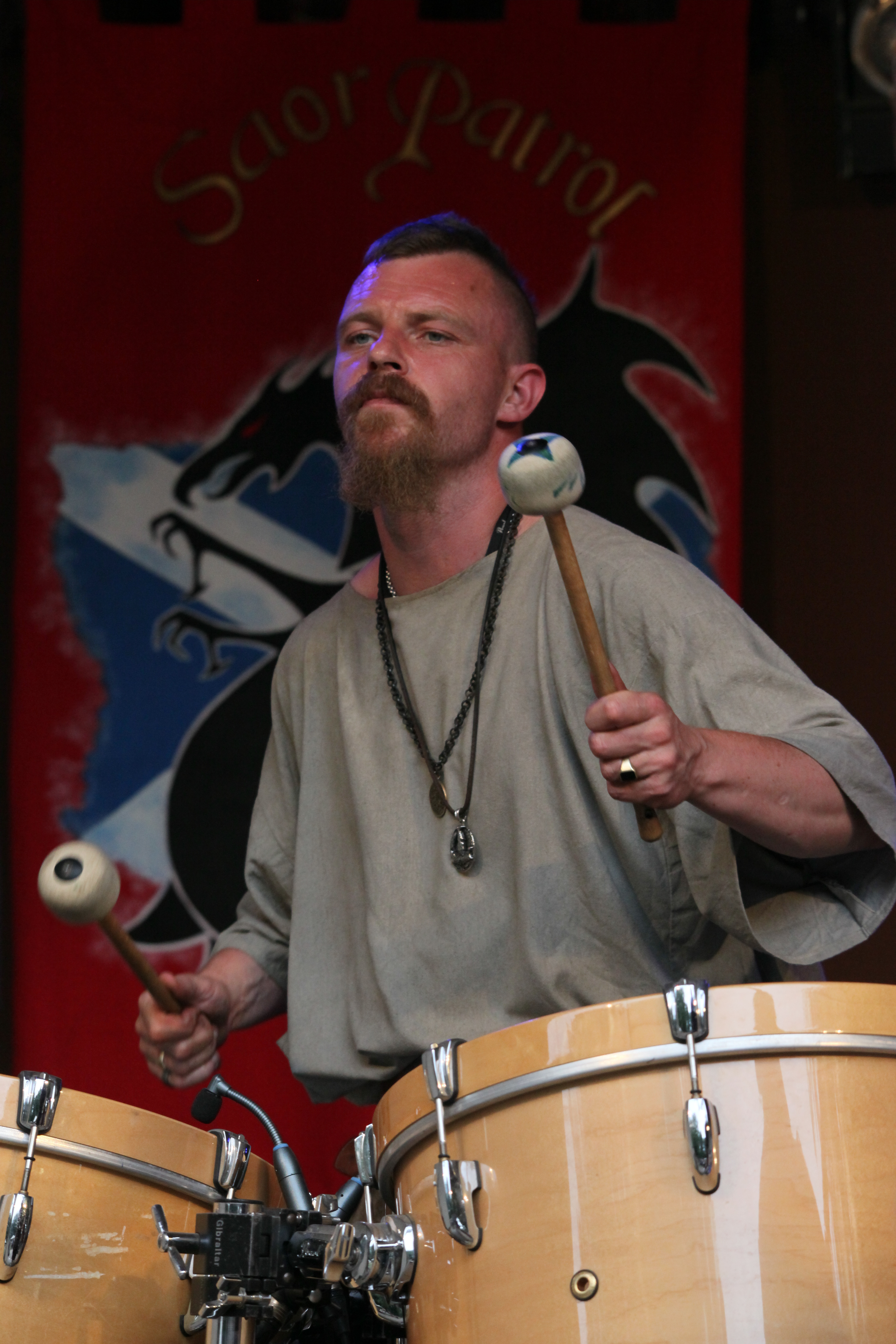
مارک موناگون
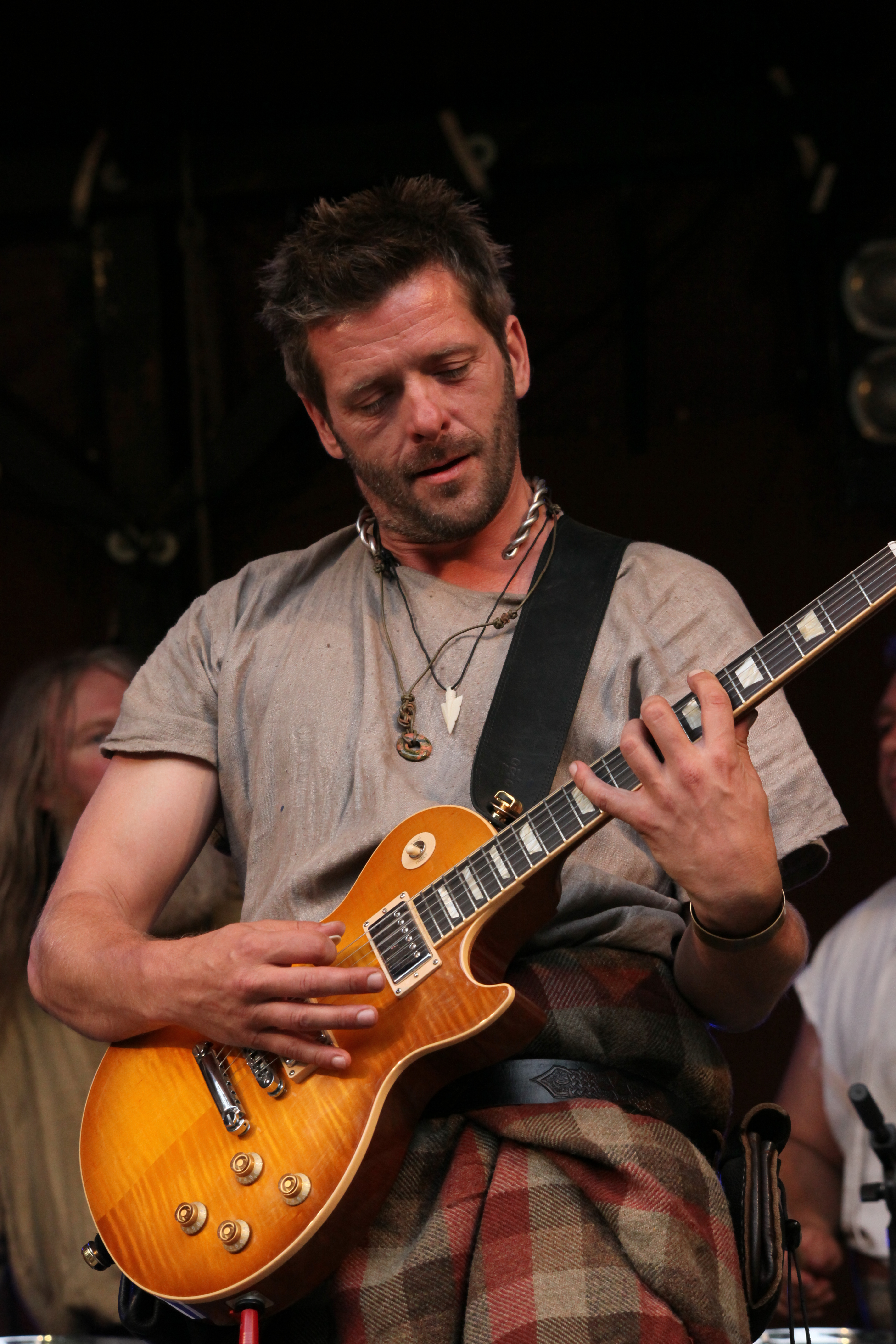
استیو لگت

## آلبوم شناسی
- Esepee, Banshee Records,
- Black Bull, Banshee Records
- Full Boar, Banshee Records
- Full Throttle, Banshee Records, 21 March 2008
- Hands across the Border, Banshee Records (also as دی‌وی‌دی)
- The Stomp-Scottish Pipes and Drums Untamed, Banshee Records, 12 February 2010
- Duncarron,ARC Music, 2011
- Two Headed Dog (Duncarron electric),ARC Music 2012
- Die Krieger (Live), ARC Music 2013
- Open Air Asylum (Live) ARC Music 2014
- Early Years ARC Music 2014
- Outlander ARC Music 2014